# فرودگاه ایموکالی
فرودگاه ایموکالی (به انگلیسی: Immokalee Airport) یک فرودگاه همگانی بهره‌برداری هوایی با کد یاتا IMM است که یک باند فرود آسفالت دارد و طول باند آن ۱۵۲۴ متر است. این فرودگاه در کشور ایالات متحده آمریکا قرار دارد و در ارتفاع ۱۱ متری از سطح دریا واقع شده‌است.